# Ústí nad Orlicí (stacja kolejowa)
Ústí nad Orlicí – stacja kolejowa w Uściu nad Orlicą, w kraju pardubickim, w Czechach. Położona jest na wysokości 330 m n.p.m. 

## Linie kolejowe
- linia 010: (Praga) - Kolín - Pardubice Uście nad Orlicą - Česká Třebová
- linia 024: Uście nad Orlicą - Letohrad